# Sergei Stepanowitsch Startschenko
Sergei Stepanowitsch Startschenko (russisch Сергей Степанович Старченко, englische Transkription Sergei Stepanovich Starchenko)  ist ein aus der ehemaligen Sowjetunion stammender mathematischer Logiker, der in den USA wirkt.
Startschenko erwarb an der Staatlichen Universität Nowosibirsk 1983 sein Diplom und wurde dort 1987 bei Jewgeni Andrejewitsch Paljutin promoviert (Anzahl der Modelle in Horn-Theorien). Er war an der Vanderbilt University und ist Professor an der University of Notre Dame.
2013 erhielt er den Karp-Preis mit Ya’acov Peterzil und anderen. Teilweise mit Peterzil wandte er die Theorie o-minimaler Strukturen auf algebraische, reell- und komplexanalytische Probleme an.
2010 war er Invited Speaker auf dem Internationalen Mathematikerkongress in Hyderabad (Vortrag mit Peterzil: Tame complex analysis and O-minimality). Er ist Fellow der American Mathematical Society.
Für 2024 wurde Startschenko als einer der Tarski Lecturer ausgewählt.

## Schriften
- mit Y. Peterzil: Geometry, Calculus and Zil'ber Conjecture, Bulletin of Symbolic Logic, Band  2, 1996, S. 72–83.
- mit Y. Peterzil: A trichotomy theorem for o-minimal structures, Proc. London Math. Soc., Band 77, 1998, S. 481–523
- mit Y. Peterzil, A. Pillay: Definably simple groups in o-minimal structures, Transactions American Mathematical Society, Band 352, 2000, S. 4397–4419
- mit Y. Peterzil: Uniform definability of the Weierstrass ℘-functions and generalized tori of dimension one, Selecta Math. (N.S.), Band 10, 2004, S. 525–550.
- mit Y. Peterzil: Definability of restricted theta functions and families of abelian varieties, Duke Math. J., Band 162, 2013, S., 731–765.
- mit Peterzil: Mild manifolds and a non-standard Riemann existence theorem, Selecta Math. (N.S.), Band 14, 2009, S. 275–298.
- On the tomography theorem by P. Schapira: in: Model theory with applications to algebra and analysis. Band 1, London Math. Soc. Lecture Note Ser., 349, Cambridge Univ. Press, Cambridge, 2008, S. 283–292
- mit Rahim Moosa: K-analytic versus ccm-analytic sets in nonstandard compact complex manifolds,  Fund. Math., Band 198, 2008, S. 139–148.